# Набоков, Борис Павлович
Борис Павлович Набоков (1912, Москва — 16 января 1975, Москва, СССР) — советский футболист, вратарь, тренер, функционер.

## Биография
Начинал карьеру в московских «Клубе строителей» (1929—1930) и «Серп и Молот» (1931—1933), в 1934—1935 годах выступал за сборную Тихоокеанского флота. в осеннем первенстве 1936 года играл за «Серп и Молот» в группе «Б». В 1937—1939 годах в чемпионате СССР в составе московского «Металлурга» в 47 играх пропустил 66 голов. В аннулированном чемпионате 1941 года за «Спартак» Одесса сыграл 5 матчей, пропустил 12 мячей.
Участник Великой Отечественной войны, кавалер боевых орденов.
В конце карьеры играл за команды II группы КБФ Ленинград (1945), ВМС Москва (1946—1947).

Атлетического телосложения, смело играл на выходах, в борьбе за верховые мячи. Отличался хладнокровием, хорошей реакцией, сильнее действовал на линии ворот.
В 1950 году окончил школу тренеров при ГЦОЛИФК.
Работал в командах ВМС (1947 — старший тренер, 1947—1950 — тренер), «Пахтакор» (август — ноябрь 1967, старший тренер). Старший тренер молодёжной сборной СССР (1963, 1969—1973).
Тренер олимпийской сборной СССР (1969), старший тренер в матчах против олимпийской сборной Франции в 1972 году.
Гостренер Управления футбола Спорткомитета СССР (1956—1962), гостренер Управления футбола СССР (1965—1968).